# Antonio Resines
Antonio Cayetano Francisco de Sales Fernández Resines (Torrelavega, 7 agosto 1954) è un attore e comico spagnolo, vincitore di un Premio Goya nel 1997.

## Biografia
Dopo una lunga carriera teatrale, debutta sul grande schermo nel 1980 nel film Opera prima, di Fernando Trueba. L'anno successivo è protagonista di uno spettacolo teatrale di grande popolarità, Boom e nel 1988 prende parte a Svegliati, che non è poco, di José Luis Cuerda. Il primo ruolo importante arriva nel 1997, nel film La buona stella, grazie al quale vince il Premio Goya (l'Oscar spagnolo). Anche l'anno successivo viene candidato al medesimo premio, per il ruolo di Blas Fontiveros, nella pellicola La niña dei tuoi sogni, lavorando assieme ad attori del calibro di Penélope Cruz. Dal 2003 al 2008 è protagonista della serie televisiva Los Serrano, di grande fama in Spagna. Nello stesso periodo si esibisce come comico, facendo cabaret in vari locali. È attivista per i diritti LGBT, dei poveri e degli anziani. Nel 2016 affianca Penélope Cruz nel film The Queen of Spain.

## Filmografia

### Cinema
- Opera prima, regia di Fernando Trueba (1980)
- Dos mejor que uno, regia di Ángel Llorente (1984)
- Svegliati, che non è poco, regia di José Luis Cuerda (1988)
- Azione mutante, regia di Álex de la Iglesia (1993)
- Tutti in carcere, regia di Luis García Berlanga (1993)
- Todos los hombres sois iguales, regia di Manuel Gómez Pereira (1994)
- El tiempo de la felicidad, regia di Manuel Iborra (1997)
- La buona stella, regia di Ricardo Franco (1997)
- La niña dei tuoi sogni, regia di Fernando Trueba (1998)
- Cella 211, regia di Daniel Monzón (2009)
- Due uomini, quattro donne e una mucca depressa, regia di Anna Di Francisca (2012)
- The Queen of Spain, regia di Fernando Trueba (2016)
- Origini segrete, regia di David Galán Galindo (2020)

### Televisione
- A las once en casa - serie TV (1997-1999)
- Los Serrano - serie TV (2003-2008)

## Riconoscimenti
- Premio Goya
  - 1997 – Miglior attore protagonista per La buona stella
  - 1999 – Candidatura al miglior attore non protagonista per La niña dei tuoi sogni
  - 2010 – Candidatura al miglior attore non protagonista per Cella 211
- Fotogrammi d'argento
  - 1985 – Candidatura al miglior attore cinematografico per Dos mejor que uno
- Premio Iris
  - 1998 – Miglior interpretazione maschile per A las once en casa
  - 2007 – Miglior attore televisivo per Los Serrano